# Alypia gracilenta
Alypia gracilenta là một loài bướm đêm trong họ Noctuidae.